# Campeonato Sudamericano de Voleibol Masculino Sub-19 de 2012
El XVIII Campeonato Sudamericano de Voleibol Masculino Sub-19 es un torneo de selecciones que se llevará a cabo en Santiago de Chile, Chile del 07 al 11 de noviembre de 2012. El torneo es organizado por la Confederación Sudamericana de Voleibol (CSV) y otorga tres cupos para el Campeonato Mundial de Voleibol Masculino Sub-19 de 2013.

## Equipos participantes
- Argentina
- Bolivia
- Brasil
- Chile
- Colombia
- Perú
- Uruguay
- Venezuela

## Primera fase

### Definición del 5.º y 9.º puesto
|  | Semifinales | Semifinales |   |         | Final      | Final |  |
|  |             |             |   |         |            |       |  |
|  |             |             |   |         |            |       |  |
|  |             |             |   |         |            |       |  |
|  | Colombia    | 3           |   |         |            |       |  |
|  | Uruguay     | 0           |   |         |            |       |  |
|  |             |             |   |         |            |       |  |
|  |             |             |   |         |            |       |  |
|  |             |             |   |         | Colombia   | 3     |  |
|  |             | Perú        | 0 |         |            |       |  |
|  |             |             |   |         |            |       |  |
|  |             |             |   |         |            |       |  |
|  |             |             |   |         | 3.º puesto |       |  |
|  |             |             |   |         |            |       |  |
|  | Perú        | 3           |   | Uruguay | 3          |       |  |
|  | Paraguay    | 0           |   |         | Paraguay   | 0     |  |

### Resultados
| Fase           | Fecha    | Encuentro          | Resultado | Set   | Set   | Set   | Set   | Set | Puntuación total |
| Fase           | Fecha    | Encuentro          | Resultado | 1     | 2     | 3     | 4     | 5   | Puntuación total |
| -------------- | -------- | ------------------ | --------- | ----- | ----- | ----- | ----- | --- | ---------------- |
| 5° al 9° Lugar | 10-11-12 | Colombia- Uruguay  | 3 - 0     | 25:16 | 25:13 | 25:15 |       |     | 75 - 44          |
| 5° al 9° Lugar | 10-11-12 | Perú - Paraguay    | 3 - 0     | 25:13 | 25:11 | 25:19 |       |     | 75 - 43          |
| 8° al 9° Lugar | 10-11-12 | Bolivia - Uruguay  | 1 - 3     | 19:25 | 25:22 | 24:26 | 23:25 |     | 91 - 98          |
| 8° Lugar       | 11-11-12 | Bolivia - Paraguay | 3 - 0     | 25:16 | 25:09 | 24:15 |       |     | 75 - 40          |
| 7° lugar       | 11-11-16 | Uruguay - Paraguay | 3 - 0     | 26:24 | 25:17 | 25:21 |       |     | 76 - 62          |
| 5° lugar       | 11-11-16 | Colombia - Perú    | 3 - 0     | 27:25 | 25:12 | 25:23 |       |     | 77 - 60          |

## Fase final

### Final 1° y 3° puesto
|  | Semifinales | Semifinales |   |       | Final      | Final |  |
|  |             |             |   |       |            |       |  |
|  |             |             |   |       |            |       |  |
|  |             |             |   |       |            |       |  |
|  | Brasil      | 3           |   |       |            |       |  |
|  | Venezuela   | 0           |   |       |            |       |  |
|  |             |             |   |       |            |       |  |
|  |             |             |   |       |            |       |  |
|  |             |             |   |       | Brasil     | 3     |  |
|  |             | Argentina   | 0 |       |            |       |  |
|  |             |             |   |       |            |       |  |
|  |             |             |   |       |            |       |  |
|  |             |             |   |       | 3.º puesto |       |  |
|  |             |             |   |       |            |       |  |
|  | Argentina   | 3           |   | Chile | 2          |       |  |
|  | Chile       | 1           |   |       | Colombia   | 3     |  |

### Resultados
| Fase      | Fecha    | Encuentro          | Resultado | Set   | Set   | Set   | Set   | Set | Puntuación total |
| Fase      | Fecha    | Encuentro          | Resultado | 1     | 2     | 3     | 4     | 5   | Puntuación total |
| --------- | -------- | ------------------ | --------- | ----- | ----- | ----- | ----- | --- | ---------------- |
| Semifinal | 10-11-12 | Brasil- Venezuela  | 3 - 0     | 25:12 | 25:18 | 25:15 |       |     | 75 - 45          |
| Semifinal | 10-11-12 | Argentina - Chile  | 3 - 0     | 25:22 | 25:21 | 25:22 |       |     | 75 - 65          |
| 3° lugar  | 11-11-16 | Chile - Venezuela  | 3 - 0     | 25:20 | 25:11 | 25:18 |       |     | 75 - 49          |
| Final     | 11-11-16 | Argentina - Brasil | 1 - 3     | 13:25 | 25:18 | 23:25 | 22:25 |     | 83 - 93          |

## Campeón
| Brasil            |
| Campeón           |
| Brasil 16° título |

## Posiciones finales
| Pos | Equipo    |
| --- | --------- |
|     | Brasil    |
|     | Argentina |
|     | Chile     |
| 4   | Venezuela |
| 5   | Colombia  |
| 6   | Perú      |
| 7   | Uruguay   |
| 8   | Bolivia   |
| 9   | Paraguay  |

## Clasificados alCampeonato Mundial de Voleibol Masculino sub-19 de 2013
| Bandera de Brasil | Bandera de Argentina | Bandera de Chile |
| Brasil            | Argentina            | Chile            |